# Rixon
Rixon – wieś w Anglii, w hrabstwie Dorset. Leży 27 km na północ od miasta Dorchester i 165 km na południowy zachód od Londynu.